# José María Herrera (futbolista nacido en 2003)
José María Herrera (San Miguel de Tucumán, Argentina; 16 de abril de 2003) es un futbolista argentino. Juega de extremo izquierdo y su equipo actual es el Fortaleza Esporte Clube de la Serie A de Brasil.

## Trayectoria
Surgido de las inferiores de Argentinos Juniors, debutó con el primer equipo del "bicho" el 11 de junio de 2022 en la derrota 1 a 0 frente a Sarmiento de Junín por el partido correspondiente a la segunda fecha del Campeonato de Primera División 2022.
Su primer gol lo anotaría el 16 de julio de 2022 en la victoria 3 a 1 frente a Barracas Central por la octava fecha del Campeonato de Primera División.
Su etapa en Argentinos Juniors culminó con 10 goles anotados en 91 partidos disputados.
Para la segunda mitad de 2025, se transforma en refuerzo del Fortaleza Esporte Clube, del Campeonato Brasileño de Serie A.

## Estadísticas

### Clubes
Actualizado de acuerdo al último partido jugado el 28 de mayo de 2025.
| Club                         | Div.          | Temporada     | Liga  | Liga  | Liga   | Copas nacionales | Copas nacionales | Copas nacionales | Torneos internacionales | Torneos internacionales | Torneos internacionales | Total | Total | Total  |
| Club                         | Div.          | Temporada     | Part. | Goles | Asist. | Part.            | Goles            | Asist.           | Part.                   | Goles                   | Asist.                  | Part. | Goles | Asist. |
| ---------------------------- | ------------- | ------------- | ----- | ----- | ------ | ---------------- | ---------------- | ---------------- | ----------------------- | ----------------------- | ----------------------- | ----- | ----- | ------ |
| Argentinos Juniors Argentina | 1.ª           | 2022          | 20    | 1     | 2      | —                | —                | —                | —                       | —                       | —                       | 20    | 1     | 2      |
| Argentinos Juniors Argentina | 1.ª           | 2023          | 13    | 0     | 0      | —                | —                | —                | 1                       | 0                       | 0                       | 14    | 0     | 0      |
| Argentinos Juniors Argentina | 1.ª           | 2024          | 18    | 2     | 2      | 16               | 2                | 1                | 4                       | 0                       | 0                       | 38    | 4     | 3      |
| Argentinos Juniors Argentina | 1.ª           | 2025          | 17    | 4     | 2      | 2                | 1                | 0                | —                       | —                       | —                       | 19    | 5     | 2      |
| Argentinos Juniors Argentina | Total club    | Total club    | 68    | 7     | 6      | 18               | 3                | 1                | 5                       | 0                       | 0                       | 91    | 10    | 7      |
| Fortaleza E. C. · Brasil     | 1.ª           | 2025          | 0     | 0     | 0      | —                | —                | —                | —                       | —                       | —                       | 0     | 0     | 0      |
| Fortaleza E. C. · Brasil     | Total club    | Total club    | 0     | 0     | 0      | 0                | 0                | 0                | 0                       | 0                       | 0                       | 0     | 0     | 0      |
| Total carrera                | Total carrera | Total carrera | 68    | 7     | 6      | 18               | 3                | 1                | 5                       | 0                       | 0                       | 91    | 10    | 7      |
| 1. 2. 3.                     |               |               |       |       |        |                  |                  |                  |                         |                         |                         |       |       |        |